# Malorix (stripreeks)
Malorix is een Nederlandse stripreeks van de striptekenaar en scenarist Bert Bus. De strip speelt in de Friese regio (thans de provincies Friesland en Noord-Holland) als deel van het Romeinse Rijk ten tijde van het vroege christendom en vertelt het verhaal van de veldslag tussen de Romeinen en Friezen rond het Castellum Flevum nabij Velsen. Bert Bus was amateurarcheoloog in de regio Velsen en kon daarom een historisch zeer accurate voorstelling van kledij, landschappen en gebouwen tekenen. De naam van het titelpersonage is ontleend aan een van de twee Friese vorsten Malorix en Verritus die volgens Tacitus Rome bezochten.
De strip werd van 1983 t/m 1985 gepubliceerd in het stripblad Eppo en werd in 1990 nogmaals gepubliceerd in het striptijdschrift Sjors en Sjimmie Extra. Van 1996 t/m 2011 werden de verhalen in verschillende drukken en samenstellingen uitgegeven door uitgeverij Amor Vincit Omnia.

## Verhalen
Bert Bus produceerde vier verhalen van Malorix.
| Nr. | Titel                     | Publicatie                                                               | Omvang      |
| --- | ------------------------- | ------------------------------------------------------------------------ | ----------- |
| 1   | Schild en hoorn - Prelude | Eppo 1983-38                                                             | 6 pagina's  |
| 2   | Schild en hoorn           | Eppo 1984-35 t/m 1984-49 Sjors en Sjimmie Extra 1990 Nr. 13 (6 pagina's) | 30 pagina's |
| 3   | De voorspelling           | Eppo 1985-7 t/m 1985-9 Sjors en Sjimmie Extra 1990 Nr. 21                | 8 pagina's  |
| 4   | De opstand                | Eppo 1985-29 t/m 1985-33 Sjors en Sjimmie Extra 1990 Nr. 25              | 12 pagina's |